# Gyaku waza
Gyaku waza (逆技, técnicas contrárias) são as técnicas de controle do oponente, com as quais se pode enfrentar utilizando-se de pouca força. As artes marciais japonesas têm todas uma "disciplina" de técnicas de controle, pois tais podem ser usadas por quaisquer praticantes, independente de sua compleição física, sendo bastante adequada àqueles de menor estatura.
Uma grande vantagem reside no aspecto de se poder dominar um embate (praticamente) sem violência e reflecte o carácter pacifista das modalidades modernas, como aiquidô, caratê, judô, que fazem memento de que são caminhos para evolução pessoal e que a agressão pode levar a mais agressão: o praticante deve ter consciência de sua força e que o emprego desmedido eventualmente leva a nefastas consequências.